# Shōin-ji
Shōin-ji (jap. 松蔭寺) – świątynia buddyjska japońskej szkoły rinzai w mieście Numazu (prefektura Shizuoka).

## Historia i idea świątyni
Świątynia została założona w 1279 roku przez mnicha Tensho w nadmorskim mieście Numazu, które znajduje się w prefekturze Shizuoka.
W 1700 roku, gdy opatem świątyni był Tanrei Sōden, rozpoczął w niej praktykę 15-letni Hakuin, który w czasie ceremonii tonsurowej (postrzyżyn) otrzymał monastyczne imię Ekaku. W 1717 roku Hakuin został opatem i stał się znany w całej Japonii. Wielki klasztor Myōshin-ji nadał mu rangę wraz z prawami do sukcesji i od tej pory świątynia ta została związana z linią przekazu Dharmy Myōshin-ji. Hakuin prowadził surowe, wręcz ascetyczne życie, które przyciągnęło do niego ponad 400 uczniów. Świątynia była stopniowo rozbudowana, gdyż nie mogła pomieścić wszystkich chętnych do praktyki pod kierunkiem Hakuina.
W 1743 roku przybył do niej Tōrei Enji, który został jednym z głównych uczniów Hakuina i w konsekwencji spadkobiercą jego Dharmy (1759 rok). On też utrzymywał właściwy merytorycznie poziom nauki zen Hakuina. Z jego poręczenia opatem Shōin-ji został inny z uczniów Hakuina, mnich-malarz Suiō Genro, mimo iż ten nie wykazywał żadnych cech mistrza zen.
W świątyni tej przechowywane są dzieła kaligraficzne Hakuina oraz jego obrazy malowane tuszem. Grób mistrza Hakuina przyciąga odwiedzających.

## Adres
- 128 Hara, Numazu, Shizuoka Prefecture, Japan 410-0312